# Карибский комплекс национальных резерватов дикой природы
Карибский комплекс национальных резерватов дикой природы (англ. Caribbean Islands National Wildlife Refuge Complex) — административная единица Службы рыбных ресурсов и дикой природы США, которая осуществляет надзор за национальными резерватами дикой  природы на острове Навасса, Пуэрто-Рико и Американских Виргинских островах.

## Резерваты

### Навасса
- Национальный резерват острова Навасс

### Пуэрто-Рико
- Национальный резерват Кабо-Рохо
- Национальный резерват Кулебра
- Национальный резерват Десчео
- Национальный резерват Лагуна Картахена
- Национальный резерват Вьекес

### Американские Виргинские острова
- Национальный резерват острова Бак
- Национальный резерват Грин Кей
- Национальный резерват Санди Пойнт